# Michael Turner (Fußballspieler)
Michael Thomas Turner (* 9. November 1983 in Lewisham) ist ein englischer Fußballspieler auf der Position des Verteidigers.

## Charlton Athletic
Turner begann seine Karriere bei Charlton Athletic, von wo er für die Saison 2002/03 an Leyton Orient ausgeliehen wurde. Nach seiner einjährigen Abwesenheit wurde er bei Charlton Athletic für die Saison 2003/04 Kapitän der Reservemannschaft. Am Ende dieser Saison wurde er als Charlton's Young Player of the year 2003-04 ausgezeichnet. Im August 2004 wurde er erneut ausgeliehen um Spielpraxis zu sammeln, dieses Mal jedoch nur für einen Monat, aus einem Monat wurde jedoch zwei und aus zwei wurden drei.

## Brentford
Am Ende dieser drei Monate bei Brentford unterzeichnete Turner im November schließlich den Zweieinhalbjahresvertrag um sich dauerhaft an Brentford zu binden. Bei Brentford kamen dann auch die Erfolge. In der Saison 2004/05 wurde er zum besten Spieler der Saison gewählt und 2005/06 zum Supporter's Player of Season.

## Hull City
Im Juli 2006 jedoch wechselte Turner für eine Ablösesumme von 350.000 Pfund zu Hull City, wo er einen Vertrag für drei Jahre unterzeichnete. Turner war Phil Parkinsons erster Spieler, den er verpflichtete. Parkinson äußerte sich so über Turner: „He's a player that I've watched for a number of years, firstly with Charlton reserves and then obviously with Brentford. I like him a lot and believe he'll be an excellent signing for us because he's ready to play Championship football. Michael was the best central defender in League One last season and is ready to step up.“ (zu deutsch: Er ist ein Spieler, den ich seit mehreren Jahren beobachtet habe, zum ersten Mal im Reserveteam von Charlton und dann bei Brentford. Ich mag ihn und glaube er wird eine exzellente Verpflichtung für uns, weil ich glaube er ist weit genug Profifußball zu spielen). Nach einem enttäuschenden Start in die Saison 2006/07, stieg Tuners Form stetig an und am Ende der Saison war er einer der Erfolgsgaranten. Bei Hull City entwickelte er sich zum Abwehrchef und wurde am Ende der Saison Aufstiegssaison 2007/08 zu Hull City's Player of the year gewählt. Im April 2008 verlängerte Turner seinen Vertrag vorzeitig um weitere drei Jahre. Sein erstes Spiel in der Premier League bestritt Turner am 16. August 2008 beim 2:1-Heimsieg von Hull City gegen den FC Fulham.